# Нестор (мифология)
Не́стор (др.-греч. Νέστωρ) — в древнегреческой мифологии — царь Пилоса, сын Нелея и Хлориды.

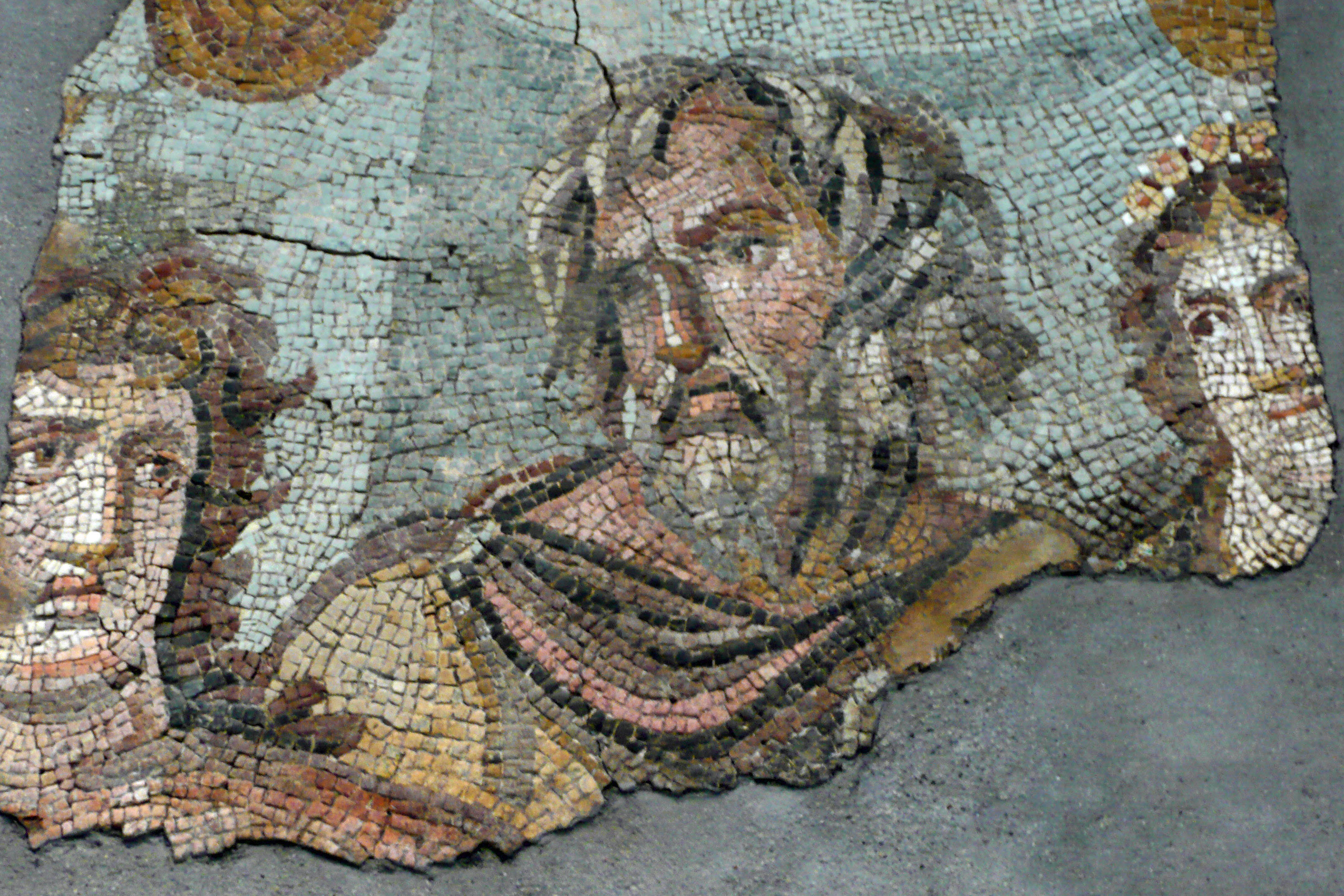
Предположительно Нестор между Ахиллесом и Брисеидой, античная мозаика, II век

## Мифы
Был одним из двенадцати сыновей царя Пилоса в Мессении Нелея и Хлориды. По отцу — внук Посейдона.
Спасся, когда Геракл разрушил Пилос, так как находился на воспитании у герениев. Согласно версии Гераклидов, Геракл, взяв Пилос, отдал страну во временное пользование Нестору. По другому рассказу, Геракл пощадил его, ибо тот советовал Нелею очистить Геракла от скверны. Те годы, которые Аполлон отнял у братьев Хлориды — Ниобидов, он вернул Нестору, который прожил три человеческих века.
В юности после гибели братьев участвовал в войне с эпейцами, убил Мулия и ещё 100 человек. После гибели Идаса и Линкея власть над всеми мессенцами перешла к Нестору. Жена Анаксибия, дети Писидика, Поликаста, Персей, Стратих, Арет, Эхефрон, Писистрат, Антилох, Фрасимед (согласно Гесиоду, Стратий вместо Стратиха, и не назван Писистрат).
Участник Калидонской охоты, битвы с кентаврами (согласно Овидию). Аргонавт. Участвовал в играх в Трое над кенотафом Париса, в состязаниях в беге.
Один из важнейших участников Троянской войны. Привел под Трою 90 кораблей (либо 40). Согласно «Илиаде» и «Одиссее», несмотря на глубокую старость, Нестор отличался храбростью и неутомимостью и пользовался всеобщей любовью и уважением, превосходя всех опытностью и рассудительностью. Многие исследователи отмечают, что фигура многоречивого Нестора изображена Гомером не без некоторой доли иронии.
Возвращение из-под Трои было счастливым. Воздвиг святилище Афины Недусии на Кеосе. В «Одиссее» рассказано, как его посещает Телемах.

## Последующая традиция
Его дом и могильный памятник, а также стойло для его коров показывали в Пилосе. Пилосцы, прибывшие вместе с Нестором, основали Метапонт. Действующее лицо в трагедии Софокла «Собрание ахейцев» (фр.143-144а Радт), где упоминается его лысина.
В нарицательном смысле Нестор (в языке XIX века) — опытный вождь, старейшина, общепризнанный руководитель (в том числе на поле брани). «Хвала, наш Нестор-Беннингсон!» (Жуковский), «Тот Нестор негодяев знатных» (Грибоедов).

## В астрономии
В честь Нестора назван астероид (659) Нестор, открытый в 1908 году